# Walkers
The Walkers er et dansk band, der havde sin storhedstid i glam rock-perioden i 1970'erne. Orkestret bestod af Torben Lendager (f. 1951, sang), Poul Dehnhardt (1947-2016, trommer), Jan Kanstrup Hansen (f. 1949, bas) og Gert Michelsen (f. 1946, guitar).
Walkers debuterede i ungdomsklubben på Smørumvej i Brønshøj i 1968 og udgav sin første plade året efter – singlen "Bang-Shang-A-Lang".
Blandt gruppens største singlepladehits kan nævnes: "Marry Me", "Sunshine", "Fire", "Little Kitty", "Striptease" og "Forever together". "Sha-la-la-la-la" er gruppens største hit – og siden hen et verdenshit med Vengaboys. Under gruppens storhedstid i begyndelsen af 1970'erne blev især Lendager et stort idol for skolepiger. Ofte var hans hjem under belejring af håbefulde unge piger.
Stort set alle gruppens sange blev skrevet af Lendager og Dehnhardt.
Gruppen opløstes da glam rock-perioden ebbede ud i 1977. Torben Lendager fortsatte i musikbranchen og har skrevet en række dansktop- samt Melodi Grand Prix sange sidenhen ("Kære lille mormor", "Hallo, Hallo" m.fl.). Poul Dehnhardt fortsatte en tid i bandet Boulevard.
Walkers gendannedes for en kort bemærkning i 1991, og på mere fast basis fra 2000, dog uden Jan Hansen. I juni 2006 stoppede Gert Michelsen i bandet.
Walkers gendannedes i 2009 med Torben Lendager og Poul Dehnhardt til en 40. års jubilæums party tour i 2009. 

## Diskografi

### Studiealbums
- Walkers (1972, LP)
- A Show Just For You (1974, LP)
- Forever Together (1975, LP)

### Opsamlingsalbum
- Greatest Hits (1976, LP)
- Walkers Greatest Hits (1994, CD)
- Walkers Greatest Hits (1997, CD)
- Sha-La-La-La-La Walkers Greatest Hits (2002, CD)
- Reinstalled (2003, CD)
- Alle Tiders – Forever (2006, CD)
- Dejlige Danske Walkers (2008, CD)
- Walkers 40 Years Jubilee CD/DVD Boxset (2009, CD)

Singler
- Bang-Shang-a-Lang, 1969
- Looky Looky, 1970
- Marry Me, 1971
- Dabadio-Dabadie, 1972
- Rosie, 1972
- Sunshine, 1972
- (We're Just A) Rock'n'Roll Band, 1973
- Fire, 1973
- Sha-La-La-La-La, 1973
- Do the Yo-Yo, 1974
- Let's Go, Let's Go, Let's Rock'n'Roll, 1974
- Little Kitty, 1974
- Strip Tease, 1974
- Baby Love, 1975
- Forever Together, 1975
- Wish I Could Give You Up, 1975
- Cinderella, 1976
- Dance On (Disco Darling), 1977
- I Wanna Boogie, 1977
- Baby, Now That I've Found You, 2001